# Security Service
Der Security Service (auch bekannt als MI5, nach der historischen Bezeichnung: Military Intelligence, Section 5) ist der britische Inlandsgeheimdienst und neben Secret Intelligence Service (SIS, MI6) und Government Communications Headquarters (GCHQ) eine von drei wesentlichen, zivilen nachrichtendienstlichen Behörden des Landes. Der MI5 untersteht dem Innenministerium; Generaldirektor ist seit April 2020 Ken McCallum. Das Motto ist Regnum defende (lat. „Verteidige das Königreich“).

## Geschichte

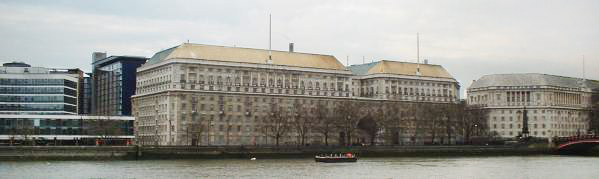
Hauptsitz des MI5 im Thames House, London

### Frühe Jahre
Im Oktober 1909 richtete das britische Kriegsministerium gemeinsam mit der Admiralität das Secret Service Bureau ein, einen Spionageabwehrdienst zum Schutz der britischen Marine und ihrer Häfen gegen Spione des deutschen Kaiserreichs. Zu Beginn arbeiteten für den Dienst nur zwei Offiziere: Hauptmann Vernon G. W. Kell und Fregattenkapitän Mansfield Cumming. Später kam zur Spionageabwehr die Spionage hinzu, und es bildeten sich zwei voneinander unabhängige Dienste: Der Inlandsgeheimdienst unter Kell war zuständig für den Schutz des Inselreichs, der Auslandsgeheimdienst unter Cumming hatte die Aufgabe, potentielle Gegner auszuforschen. 1916 wurde für den Inlandsgeheimdienst die Bezeichnung MI5 (Military Intelligence, Section 5) eingeführt, einige Jahre später erhielt der Auslandsgeheimdienst parallel dazu die Bezeichnung MI6 (Military Intelligence, Section 6, der heutige Secret Intelligence Service).
Zu Beginn seiner Aktivitäten war der Security Service sehr erfolgreich. Obwohl er in den Vorjahren des Ersten Weltkriegs kaum mehr als ein Dutzend Mitarbeiter beschäftigte, gelang es ihm, die gefürchtete Spionagetätigkeit des deutschen Kaiserreichs, die in Großbritannien eine landesweite Hysterie ausgelöst hatte, zu verhindern. MI5 identifizierte etwa zwanzig deutsche Agenten und entschied, sie vorerst nicht zu verhaften, sondern nur zu observieren. Als Begründung wurde angeführt, dass Deutschland im Fall ihrer Festnahme neue Agenten schicken werde, die den Behörden noch unbekannt wären. Stattdessen wartete MI5 bis kurz vor Beginn des Krieges mit ihrer Verhaftung und schnitt Deutschland damit praktisch vollständig von verlässlichen Geheimdienstinformationen aus Großbritannien ab.
Dieser Erfolg wird mittlerweile durch den Historiker Nicholas Hiley in Zweifel gezogen. Seinen Untersuchungen nach, die er in zwei Artikeln veröffentlicht hat, handelt es sich bei diesem Erfolg um eine Fiktion, die der MI5 auch heute noch in seiner offiziellen Geschichte führt.

### Die Zeit zwischen den Kriegen
Nach dem Krieg wurde MI5 das Budget gekürzt, von 100 000 Pfund auf nur noch 35 000 Pfund
pro Jahr, und die Belegschaft sank von 800 auf nur noch 150 im Jahr 1920.
Auch in den folgenden Jahren gingen die finanziellen und personellen Einsparungen stetig weiter, 1929 arbeiteten nur noch dreizehn Offiziere für MI5, was die Leistungsfähigkeit erheblich einschränkte und sogar dazu führte, dass der Auslandsgeheimdienst MI6 – entgegen der festgelegten Aufgabenteilung – zeitweise mit eigenen Agenten und Nachforschungen auch im Inland tätig wurde.
Während dieser Jahre zeigte MI5 nur wenig Interesse für Deutschland. Die Weimarer Republik mit ihrer reduzierten Armee, dem entmilitarisierten Rheinland, politischer Instabilität und einer extremen Inflation sah man nicht als Bedrohung für die Sicherheit des eigenen Landes.
Stattdessen konzentrierte man sich mit den verbliebenen geringen Ressourcen auf die Abwendung der „roten Gefahr“, die von der Sowjetunion und der „Kommunistischen Internationale“ ausging. Dabei fürchtete MI5 weniger das Eindringen von ausländischen Spionen als vielmehr die Subversion bei den eigenen Truppen und die Sabotage militärischer Einrichtungen. Neben der Communist Party of Great Britain wurden auch Pazifisten, Wehrdienstverweigerer und Arbeiterorganisationen überwacht, denen von MI5 staatsfeindliche Absichten unterstellt wurden. Es wurden auch Exilanten aus Deutschland und Österreich überwacht, die aus politischen Gründen ihr Heimatland verlassen hatten. Auch diese Kompetenzausweitung geschah praktisch ohne Überwachung, denn MI5 war gegenüber dem Parlament nicht rechenschaftspflichtig und konnte unabhängig von Kabinett und Premierminister arbeiten. Erst seit 1994 unterliegen die Aktivitäten des Dienstes der Überprüfung durch einen Ausschuss des Parlaments. Unbemerkt blieb allerdings, dass der sowjetische Geheimdienst NKWD während dieser Zeit Spione und Sympathisanten im britischen Establishment rekrutierte. Bekannt sind vor allem die ehemaligen Cambridge-Studenten Kim Philby, Donald Maclean, Guy Burgess und Anthony Blunt, die erst nach dem Krieg enttarnt wurden.

### Zweiter Weltkrieg
Der MI5 beging weitere Fehler während des Zweiten Weltkriegs. Er war zum Beginn des Kriegs unvorbereitet, sowohl organisatorisch als auch in der Verwendung seiner Ressourcen – in keinem Verhältnis zu der dem MI5 zugewiesenen Aufgabe: einer großangelegten Internierung von feindlichen Ausländern, um feindliche Agenten zu enttarnen. Die Operation wurde schlecht gehandhabt und führte 1940 fast zum Ende der Behörde.
Eine der ersten Handlungen von Winston Churchill nach seiner Amtsübernahme Anfang 1940 war die Absetzung des langjährigen Leiters der Behörde, Vernon Kell. David Petrie übernahm den Posten, nachdem sich der zunächst ernannte A.W.A. Harker als ineffektiv herausstellte. Mit dem Ende des Angriffes auf Großbritannien (Luftschlacht um England, The Blitz) wurde auch die Arbeit des MI5 erleichtert, was schließlich den größten Erfolg des Zweiten Weltkriegs ermöglichte, das so genannte Double-Cross-System (XX System).
Nach diesem System sollten enttarnte feindliche Agenten nicht sofort verhaftet und vor Gericht geschickt werden, sondern stattdessen „umgedreht“ werden, sofern möglich (dadurch wurden sie zu Doppelagenten). Feindlichen Agenten wurde demnach die Chance gegeben, einem Gerichtsverfahren (und der möglichen Todesstrafe) zu entgehen und falsche (aber glaubwürdige) Informationen an den eigenen Geheimdienst, beispielsweise die deutsche Abwehr, zu senden. So konnte man feindliche Geheimdienste in die Irre führen. Diese Vorgehensweise entwickelte sich zu einem sehr erfolgreichen System der Täuschung im Zweiten Weltkrieg.
Eine Analyse nach Ende des Krieges anhand deutscher Geheimdokumente ergab, dass von etwa 115 ausgesandten Agenten alle Agenten (bis auf einen, der Suizid beging) identifiziert und gefangen werden konnten, von denen mehrere „umgedreht“ wurden. Das System, bei dem der MI5 allerdings nur Ausführender für die eigenständige London Controlling Section war, hatte einen entscheidenden Anteil in der Desinformation der deutschen Militärs bezüglich Zeit und Ort der Landung alliierter Truppen in Nordafrika (Operation Torch), in Sizilien und am D-Day (die dann in der Normandie stattfand).

### Nachkriegszeit
Die persönliche Verantwortung des Premierministers wurde 1952 dem Innenminister übergeben, der diese Position bis heute innehat. Erst 1989 wurde eine Direktive des Innenministers, die den Auftrag des Security Services festschrieb, in ein Gesetz eingebracht. Erst gegen Ende der 1980er wurde die Existenz des Dienstes offiziell zugegeben. Seit 1997 wirbt der Dienst auch offen in Zeitungsanzeigen und hat seit 2000 auch eine Website. Aktueller Leiter der Behörde ist Ken McCallum, der im April 2020 Sir Andrew Parker im Amt gefolgt ist.
Die Nachkriegszeit war eine schwierige Periode für den MI5, dem es sichtlich nicht gelang, die noch vom NKWD eingeschleusten sowjetischen Agenten zu enttarnen. Daneben sah sich der Dienst durch den sowjetischen Nachrichtendienst KGB, der in Großbritannien hochaktiv war, sowie durch den ansteigenden Terrorismus in Nordirland herausgefordert.

### Die Rolle des Security Service im Kampf gegen den Terrorismus
Das Ende des Kalten Krieges und mehr noch der Kampf gegen den Terrorismus machten eine zunehmende Neuausrichtung hin zu einer internationalen Kooperation gegenüber dem internationalen Terrorismus notwendig. Der MI5 war sehr erfolgreich im Kampf gegen den irischen Terrorismus; seine Operationen führten in diesem Zusammenhang zwischen 1992 und 1999 zu 21 Verurteilungen, wobei einige MI5-Aktionen während der Troubles teilweise auch in Großbritannien umstritten sind. Die Zentrale des MI5 in Nordirland befindet sich in den Palace Barracks in Holywood, County Down.
1996 hat die neue Regierung den gesetzlichen Aufgabenbereich des Security Service im Hinblick auf eine Unterstützung der Strafverfolgungsbehörden ausgeweitet. Das hat zu einiger Diskussion geführt, da einige Politiker einerseits eine neue „Geheimpolizei“-Funktion des Security Services und andererseits ein Eindringen in den streng gehüteten Gebietsbereich anderer Strafverfolgungsbehörden befürchteten.
Der MI5 ist heute an vorderster Front im Kampf gegen den islamistischen Terrorismus in Großbritannien. Einige Hausdurchsuchungen gegen verdächtige Islamisten und die Verhaftung von Schlüsselverdächtigen werden dem Security Service zugeschrieben. Es wurde außerdem berichtet und nicht abgestritten, dass Mitarbeiter des MI5 an der Befragung von verdächtigten britischen Staatsbürgern im von den USA unterhaltenen Gefangenenlager der Guantanamo Bay Naval Base auf Kuba beteiligt waren, in welchem es auch zu Folter kam.
Am 2. Juni 2006 machte der MI5 Schlagzeilen, als er mit 250 Beamten ein Haus in London stürmen ließ, in dem eine chemische Schmutzige Bombe vermutet wurde. In dem Haus wurde jedoch keine Bombe gefunden und die Aktion in den Medien als „Fehlschlag“ und „Debakel“ kommentiert.
Zuletzt machte der MI5 am 9. August 2006 von sich reden, als er es schaffte, einen geplanten Terroranschlag auf mehrere Fluggesellschaften zwischen Großbritannien und den Vereinigten Staaten zu vereiteln.
Ebenfalls war der MI5 an den Ermittlungen, sowie der Aufspürung und Festnahme der Täter, die Bomben- und Brandanschläge auf unterschiedliche Einrichtungen Großbritanniens in der Zeit vom 27. bis 30. Juni 2007 geplant und in Teilen ausgeführt hatten, beteiligt.
Im Mai 2012 wurde bekannt, dass der vereitelte Qaida-Anschlag auf einen US-Jet von einem Doppelagenten des MI5 verhindert wurde. Im Rahmen dieser Aktion wurde Fahd al-Kuso durch einen Drohneneinsatz getötet. Offiziell ist es dem MI5 verboten, an Aktionen teilzunehmen, die auf die gezielte Tötung von Verdächtigen ausgerichtet sind.

## Organisation
Der Security Service beschäftigt derzeit rund 3.800 Mitarbeiter. Der Frauenanteil beträgt 41 %, der Anteil der Mitarbeiter im Alter von unter 40 Jahren beläuft sich auf 56 %. Bis 2021 wuchs der Personalbestand auf 5.259 Mitarbeiter an.

## Generaldirektoren
- 1909–1940: Vernon Kell (1873–1942)
- 1940–1941: Oswald Allen Harker (1886–1968)
- 1941–1946: David Petrie (1879–1961)
- 1946–1953: Percy Sillitoe (1888–1962)
- 1953–1956: Dick White (1906–1993)
- 1956–1965: Roger Hollis (1905–1973)
- 1965–1972: Martin Furnival Jones (1912–1997)
- 1972–1979: Michael Hanley (1918–2001)
- 1979–1981: Howard Frank Trayton Smith (1919–1996)
- 1981–1985: John Jones (1923–1998)
- 1985–1988: Antony Duff (1920–2000)
- 1988–1992: Patrick Walker (* 1932)
- 1992–1996: Stella Rimington (1935–2025)
- 1996–2002: Stephen Lander (* 1947)
- 2002–2007: Eliza Manningham-Buller (* 1948)
- 2007–2013: Jonathan Evans (* 1958)
- 2013–2020: Andrew David Parker (* 1962)
- 2020–heute: Ken McCallum

## Mediale Rezeption
- Die Profis, erfolgreiche englische Fernsehserie, die sich an den MI5 anlehnt, dort CI5 genannt.
- Spooks – Im Visier des MI5, ebenfalls eine englische Fernsehserie über den MI5.
- Dschihad in der City gibt Einblick in die aktuelle Arbeit, mit durchaus kritischem Blick aus mehreren Perspektiven.
- The Game, englische Miniserie über eine fiktive MI5-Agentengeschichte aus den 1970er Jahren.
- Slow Horses, eine auf der Romanreihe von Mick Herron basierende Streaming-Serie, die sich um beruflich in Verruf geratene MI5-Mitarbeiter dreht.
- Killing Eve, eine Serie über das spannungsgeladene Katz-und-Maus-Spiel zwischen einer Auftragsmörderin und einer MI5- (später MI6-) Mitarbeiterin